# 角田新五
角田 新五（つのだ しんご）は、戦国時代の武将。織田信次の家老。

## 略歴
尾張国守山城主・織田信次の家老として仕えた。『信長公記』によると、天文24年（1555年）6月26日、信次の家臣・洲賀才蔵が、守山城下で誤って織田信長の弟・秀孝を無礼討ちする事件が起こり、信次はそのまま逐電し、家老衆である角田新五・坂井喜左衛門・丹羽氏勝らが城に立て篭もった。守山城下は攻め寄せて来た信長の弟で秀孝の兄・織田信行の兵に焼き払われ、守山城は信行方の柴田勝家・津々木蔵人、信長方の飯尾定宗父子らに包囲された。この時、信長家臣の佐久間信盛が信長の異母弟・信時を守山城主にすることを進言。これに新五と喜左衛門が承諾し事態は収まった。
やがて、坂井喜左衛門が子・孫平次を信時の若衆とし、信時はこれを寵愛して新五を粗略に扱うようになった。無念に思った新五は、翌年の弘治2年6月に城の柵や塀を修理すると偽って、その崩れた所から手勢を引き入れ、信時を切腹に追い込むと、丹羽氏勝らと共に城に立て籠った。その後、守山城は信長に帰参を許された信次が城主に返り咲くが、その前後の新五についての記述はなく動向は不明。後述のように、この事件の2ヶ月程後には信行に味方し戦っている事から、信行の勢力下に入ったようではある。
同年の弘治2年8月24日（1556年9月27日）に起こった稲生の戦いに、新五は織田信行方で参戦したが、信長方の松倉亀介に討ち取られた。